# Landkanton Gardelegen

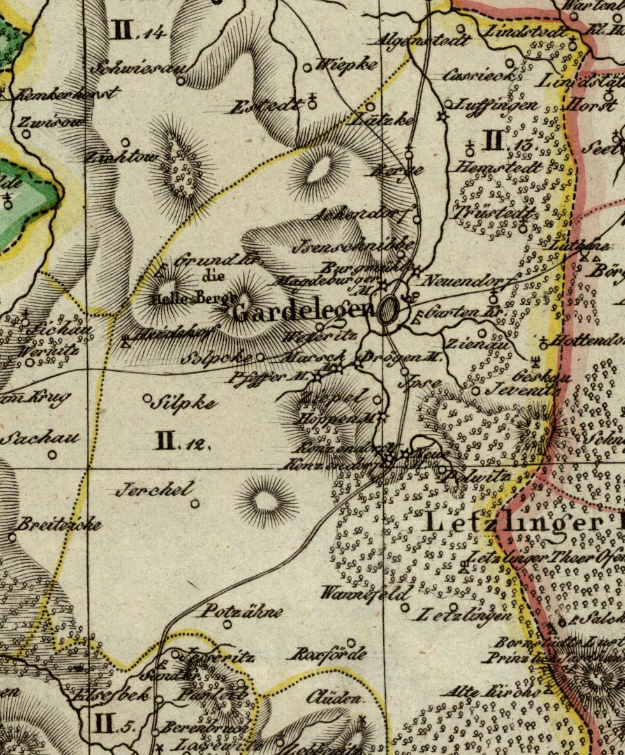
Kanton Gardelegen und Landkanton Gardelegen im Distrikt Neuhaldensleben des Departments der Elbe (aus Special-Atlas Des Königreichs Westphalen: bestehend aus acht Departements- und einer General-Charte: 7: Charte von dem Departemente der Elbe des Königreichs Westphalen)

Der Landkanton Gardelegen (auch Canton rural de Gardelegen oder Land-Canton Gardelegen) war eine Verwaltungseinheit im Königreich Westphalen. Sie bestand von 1807 bis zur Auflösung des Königreichs im Jahre 1813 und gehörte nach der Verwaltungsgliederung von 1807 zunächst zum Distrikt Salzwedel des Departement der Elbe, ab 1. September 1810 zum Distrikt Neuhaldensleben des Departement der Elbe.

## Geschichte
Mit dem Frieden von Tilsit verlor Preußen neben anderen Landesteilen auch die Altmark. Am 18. August 1807 wurde die Altmark Teil des neu geschaffenen Königreichs Westphalen. Noch 1807 wurde eine Verwaltungsreform in den Gebieten des neuen Königreich durchgeführt. Die Altmark bildete zusammen mit anderen vorher preußischen Landesteilen das neu geschaffene Departement der Elbe, das sich in vier Distrikte (Magdeburg, Neuhaldensleben, Stendal und Salzwedel) gliederte. Nach dem Verzeichniß der Departements, Districte, Cantons und Communen des Königreichs vom Dezember 1807 untergliederte sich der Distrikt Salzwedel in 15 Kantone (cantons), darunter der Landkanton Gardelegen und der Stadtkanton Gardelegen. Zum Landkanton Gardelegen gehörten (abweichende Originalschreibweisen der Ortsnamen kursiv):
- Hottendorf mit Jävenitz (Jeweritz) und Jäskau (Geskau)
- Algenstedt (Algenstaedt)
- Lindstedt (Lindstaedt)
- Kassieck (Cassik)
- Lüffingen
- Hemstedt
- Trüstedt
- Kloster Neuendorf (Neuendorf)
- Ipse mit der Neuemühle, Kenzendorf (Kanzendorf) und Kanzendorfsmühle
- Polvitz (Pollwitz) mit Zienau und Drögemühle (wird auch unter dem Stadtkanton Gardelegen aufgeführt)

Die Orte des Landkantons Gardelegen gehörten bis 1807 zum Salzwedelschen Kreis der Altmark. 1808 hatte der Landkanton Gardelegen 2225 Einwohner. 1810 war Herr Köls Kantonmaire, der Kanton hatte noch 2139 Einwohner. Zum 1. September 1810 wurde der Distrikt Salzwedel (im Departement der Elbe) aufgelöst. Aus acht Kantonen (bzw. neun) wurde ein neuer Distrikt Salzwedel im Departement der Niederelbe gebildet. Der Landkanton Gardelegen wurde dem Distrikt Neuhaldensleben im Departement der Elbe zugewiesen. Er hatte 1811 2075 Einwohner.
Nach der Völkerschlacht bei Leipzig im Oktober 1813 löste sich das Königreich Westphalen auf, und die vorherige preußische Verwaltungsgliederung wurde wiederhergestellt. Gardelegen wurde in der Verwaltungsreform von 1816/17 Sitz des neu geschaffenen Kreises Gardelegen.